# ليون غوريتسكا
ليون غوريتزكا (بالألمانية: Leon Goretzka) وهو لاعب كرة قدم ألماني بمركز الوسط ولد في يوم 6 فبراير 1995 في مدينة بوخوم في ألمانيا وهو يلعب حالياً مع نادي بايرن ميونخ في الدوري الألماني في عام 2018 كما سبق له اللعب مع نادي بوخوم وشالكه 04 ولعب مع منتخب ألمانيا لكرة القدم ومع منتخب ألمانيا تحت 21 عام و 19 عام. و منتخب ألمانيا الأول

## مسيرته الكروية
لعب ليون غوريتسكا خلال مسيرته الاحترافية مع 3 أندية في ثمانية مواسم وسجل خلالها 32 هدفًا ضمن 202 مباراة. ولم يفز بأي موسم بالكأس وفاز في موسمين بالدوري.
خاض ليون غوريتسكا مسيرته مع نادي بوخوم في موسم 2012–13 لمدة موسم واحد، مشاركًا في 32 مباراة سجل خلالها 4 أهداف. ثم انتقل إلى نادي شالكه 04 في موسم 2013–14 ليلعب معه خمسة مواسم، حيث شارك في 116 مباراة سجل خلالها 14 هدفًا. لينتقل بعدها إلى نادي بايرن ميونخ في موسم 2018–19 ولمدة موسمين، مشاركًا في 54 مباراة سجل خلالها 14 هدفًا أيضًا.

## روابط خارجية
- ليون غوريتسكا على موقع الاتحاد الدولي (مؤرشف)  (الإنجليزية)
- ليون غوريتسكا على موقع الاتحاد الأوربي (الإنجليزية)
- ليون غوريتسكا على موقع إي إس بي إن إف سي (الإنجليزية)
- ليون غوريتسكا على موقع قاعدة بيانات كرة القدم.إي يو (الإنجليزية)
- ليون غوريتسكا على موقع بيانات كرة القدم. دي إي (الألمانية)
- ليون غوريتسكا على موقع ليكيب (الفرنسية)
- ليون غوريتسكا على موقع ناشيونال فوتبول تيمز (الإنجليزية)
- ليون غوريتسكا على موقع Soccerbase.com (لاعب) (الإنجليزية)
- ليون غوريتسكا على موقع Soccerway.com (الإنجليزية)
- ليون غوريتسكا على موقع عالم كرة القدم.نت (الإنجليزية)